# ヴィーゼント川

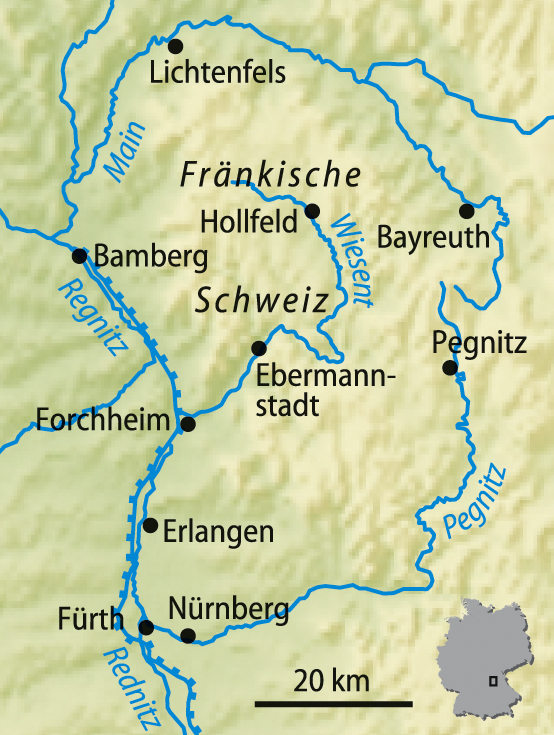
マイン川、レグニッツ川および周辺河川

ヴィーゼント川（ヴィーゼントがわ、Wiesent）は、全長78km、ドイツ、バイエルン州のフレンキシェ・シュヴァイツ地方で最大の川である。フォルヒハイムでレグニッツ川に合流する。流域には、同じ名前を持つヴィーゼントタールの町がある。

## 交通
ヴィーゼント川は、フレンキシェ・シュヴァイツで唯一、船での航行が許可されている川で、特にカヌーでの旅は大変に愛好されている。
オーバーフランケン行政管区当局の新しい法令では、2006年以降ヴィーゼント川のカヌーの航行は制限され、筏の航行は一般に禁止された。
- 10月1日から4月30日までの間はプランケンフェルスとガッセルドルフ（エーバーマンシュタット）の間のパドルボートの航行は禁止。
- 5月1日から9月30日までは、プランケンフェルスからザクセンミューレ（ゲスヴァインシュタイン）までの区間は9時から17時まで、ザクセンミューレからガッセルドルフの区間は9時から18時までならば航行してよい。
- プランケンフェルスよりも上流部はオールシーズン航行禁止である。
- パドルボートの航行は流れに沿った方向のみ許可される。
- 乗り降りは決められた場所でのみ許可される。
- 10挺以上のボートが集まっての航行は禁止。例外は予め許可が必要である。
- 地元の貸しボート屋は定められた数のボートしか貸すことはできない。またボートには適切な目印を付けなければならない。

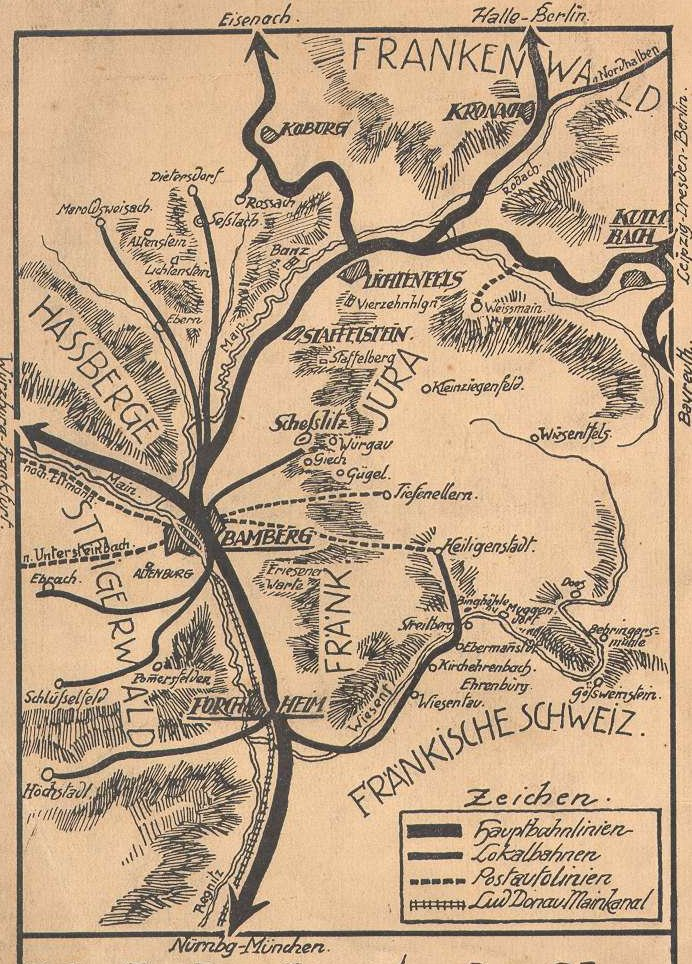
1912年のフレンキッシェ・シュヴァイツ付近の地図
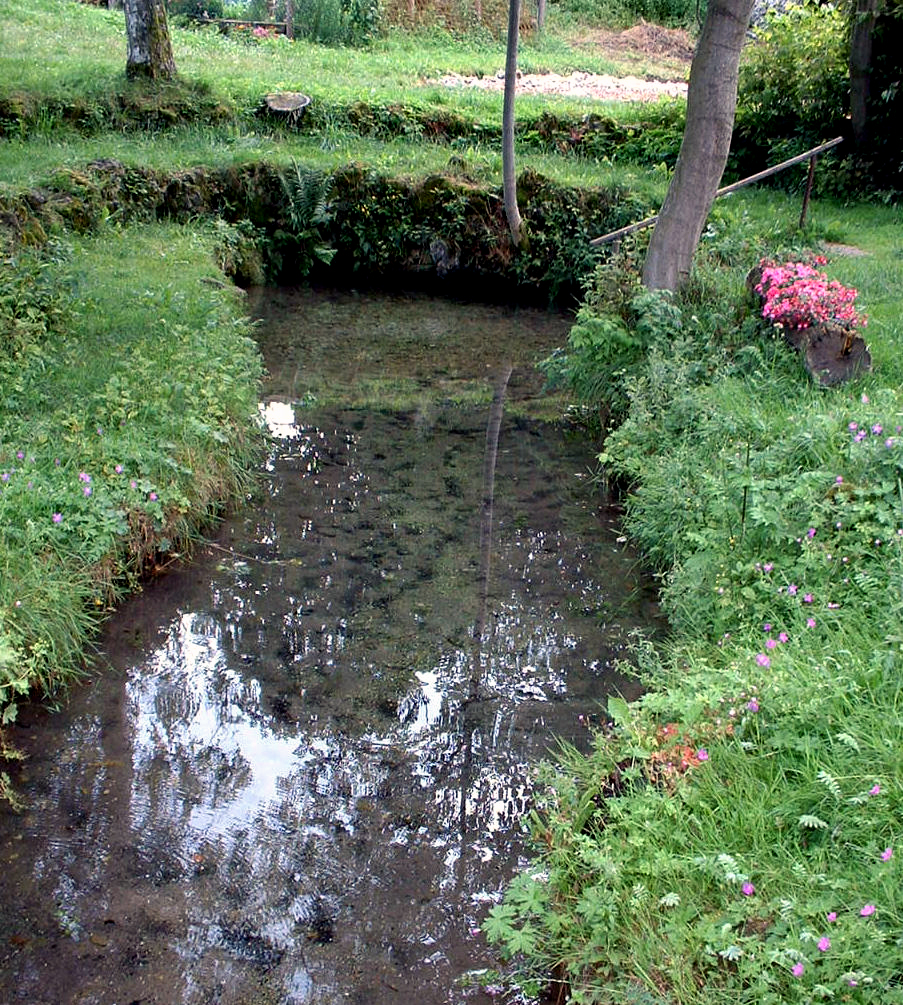
ヴィーゼント川の水源
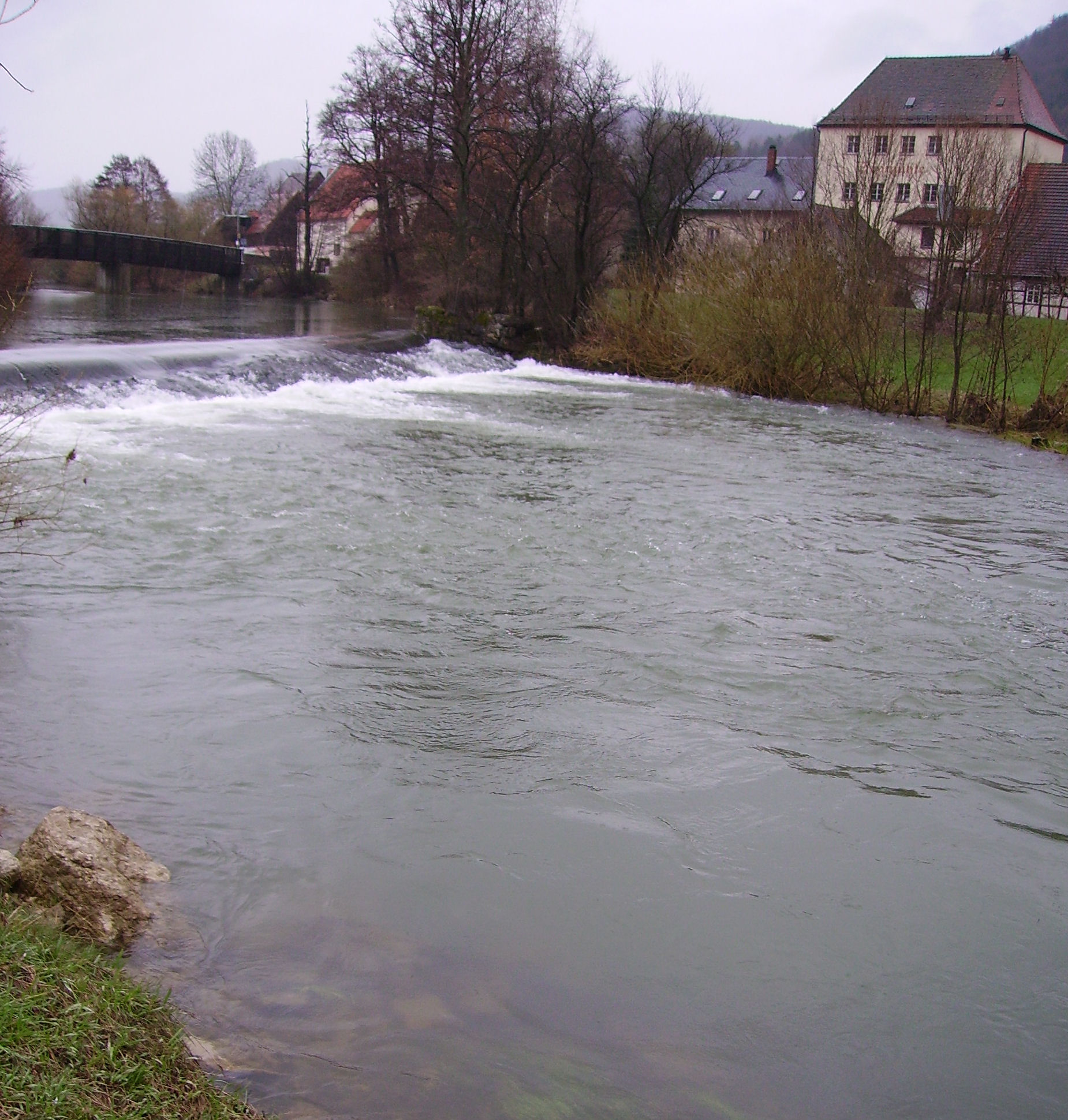
エーバーマンシュタットのヴィーゼント川

## 流域の都市
- シュターデルホーフェン：シュタインフェルト地区
- ケーニヒスフェルト：トロイニッツ地区
- ホルフェルト：ロッホ地区、ヴィーゼントフェルス地区
- ゲスヴァインシュタイン：ベーリンガースミューレ地区
- ヴィーゼントタール：ムゲンドルフ地区、シュトライトベルク地区
- エーバーマンシュタット
- フォルヒハイム

## 支流
- アウフゼス川
- ラインライター川
- カイナハ川
- ピュットラハ川
- トルバッハ川